# Província de Burgos
Burgos (en castellà, Burgos) és una de les províncies de Castella i Lleó, a Espanya, situada al nord-est de la comunitat. La seva capital és la ciutat de Burgos.
La província limita amb La Rioja, Sòria, Palència, Biscaia, Àlaba, Valladolid, Segòvia i Cantàbria. Es la província espanyola que limita amb més províncies.
Per la província passen l'Ebre, el Duero, l'Arlanzón i l'Arlanza.
A la província de Burgos hi ha 10 comarques:
- Las Merindades
- Páramos
- La Bureba
- Ebro
- Odra-Pisuerga
- Burgos
- Montes de Oca
- Arlanza
- Sierra de la Demanda
- Ribera del Duero

Per població destaquen les localitats de Burgos (167.962 hab.), Miranda de Ebro (36.240 hab.) i Aranda de Duero (30.309 hab.)